# ルイス・マヌエル・セイハス
ルイス・マヌエル・セイハス・ギュンター（スペイン語: Luis Manuel Seijas Gunther、1986年6月23日 - ）は、ベネズエラの元サッカー選手。元ベネズエラ代表。現役時代のポジションはMF。

## クラブ歴
カラカスFCの下部組織出身。トップチーム昇格後にCAバンフィエルドに移籍した。しかし1年でデポルティーボ・タチラFCに移籍してベネズエラに復帰。2008年にインデペンディエンテ・サンタフェに移籍。
2011年にスタンダール・リエージュに3年契約で移籍したが、2013年5月2日に契約解除。23日にデポルティーボ・キトに加入した。
2016年5月23日にSCインテルナシオナルに移籍。

## 代表歴
2006年10月18日のウルグアイ代表との親善試合でベネズエラ代表初出場。2012年5月23日のモルドバ代表との親善試合で代表初得点。

## 家族
弟のルイス・ロベルト・セイハスもサッカー選手。

## 個人成績
2018年5月24日現在
代表での得点一覧
| #  | 日附           | 場所                                                                 | 対戦相手   | 得点 | 結果 | 大会                              |
| -- | -------------- | -------------------------------------------------------------------- | ---------- | ---- | ---- | --------------------------------- |
| 1. | 2012年5月23日  | シウダーグアヤナ・ポリデポルティーボ・カチャマイ                     | モルドバ   | 1–0  | 4–0  | 親善試合                          |
| 2. | 2013年10月11日 | サン・クリストバル・エスタジオ・ポリデポルティーボ・プエブロ・ヌエボ | パラグアイ | 1–1  | 1–1  | 2014 FIFAワールドカップ・南米予選 |

## タイトル
インデペンディエンテ・サンタフェ
- コパ・コロンビア: 2009
- カテゴリア・プリメーラA: 2014
- コパ・スダメリカーナ: 2015

インテルナシオナル
- カンピオナート・ガウショ: 2017